# 상류사회 (2018년 영화)
상류사회(영어: High Society)는 2018년에 개봉한 대한민국의 영화이다.

## 캐스팅
- 박해일 : 장태준 역 - 경제학 교수
- 수애 : 오수연 역 - 미술관 부관장
- 윤제문 : 한용석 역 - 재벌가 회장
- 라미란 : 이화란 역 - 미술관 관장. 회장의 아내
- 이진욱 : 신지호 역
- 김규선 : 박은지 역 - 태준의 비서관
- 한주영 : 민현아 역 - 미술관 실장
- 김해곤 : 안의원 역
- 남문철 : 정대표 역
- 장소연 : 조검사 역
- 박성훈 : 제이슨 역 - 회장 아들
- 하마사키 마오 : 미나미 역
- 박진우 : 최사무관 역
- 강기영 : 정훈 역
- 김승훈 : 박변호사 역
- 김호정 : 허윤주 역
- 장혁진 : 남사장 역
- 고애리 : 김비서 역
- 박봉서 : 분신노인 역
- 손화령 : 이정은 역
- 송해룡 : 이교수 역
- 문정수 : 수행비서 역
- 백현진 : 박작가 역
- 박주희 : 윤기자 역
- 김규랑 : 이진우 역
- 손진환 : 부장검사 역
- 박윤희 : 부부장검사 역
- 권정민 : 선배검사 역
- 남기애 : 사모님1 역
- 남현주 : 사모님2 역
- 옥주리 : 사모님3 역
- 한이진 : 조폭1 역
- 정승준 : 조폭2 역
- 김대근 : 조폭3 역
- 김동욱 : 조폭4 역
- 오순태 : 소장 역
- 이현균 : 비서관 역
- 이홍내 : 인턴 역
- 김형석 : 안의원비서 역
- 김선희 : 사회자 역
- 이은현 : 창립총회 사회자 역
- 김경민 : 조사관 역
- 차명욱 : 세입자대표 역
- 정현석 : 기자1 역
- 김진성 : 기자2 역
- 주예지 : 기자3 역
- 강석원 : 기자4 역
- 오현승 : 기자5 역
- 이인아 : 운영팀직원 역
- 육효명 : 저우장 역
- 유창한 : 청소부 역
- 김건우 : 클럽하우스 직원1 역
- 황규연 : 클럽하우스 직원2 역
- 안찬웅 : 클럽하우스 직원3 역
- 장명진 : 클럽하우스 직원4 역
- 김지현 : 선거사무실 직원1 역
- 이서한 : 선거사무실 직원2 역
- 김채원 : 선거사무실 직원3 역
- 신현숙 : 선거사무실 직원4 역
- 여상은 : 학생1 역
- 김경아 : 학생2 역
- 김다솜 : 학생3 역
- 김명욱 : 학생4 역
- 박힘찬 : 학생5 역
- 윤영경 : 지배인 역
- 박민경 : 기모노여인1 역
- 이수정 : 기모노여인2 역
- 백승환 : 샤쿠하치 연주가 역
- 장규미 : 간호사 역
- 김가수 : 시위 선동가1 역
- 김만호 : 시위 선동가2 역
- 강종성 : 시위 선동가3 역
- 유금옥 : 시위 선동가4 역
- 오승훈 : 시위 선동가5 역
- 박중현 : 민국당 직원1 역
- 박정준 : 민국당 직원2 역
- 이수일 : 민국당 직원3 역
- 진수남 : 의원1 역
- 한희정 : 의원2 역
- 양정인 : 시가웨이터 역
- 황지현 : 알트작가1 역
- 전혜영 : 알트작가2 역
- 한예나 : 알트작가3 역
- 김현미 : 알트작가4 역
- 김상욱 : 반얀트리 초청인사 역
- 김성준 : 반얀트리 초청인사 역
- 김왕용 : 반얀트리 초청인사 역
- 노희중 : 반얀트리 초청인사 역
- 명도진 : 반얀트리 초청인사 역
- 문대성 : 반얀트리 초청인사 역
- 송원수 : 반얀트리 초청인사 역
- 유광수 : 반얀트리 초청인사 역
- 이강진 : 반얀트리 초청인사 역
- 임용순 : 반얀트리 초청인사 역
- 정자영 : 반얀트리 초청인사 역
- 김경원 : 반얀트리 초청인사 역
- 김근영 : 반얀트리 초청인사 역
- 김인숙 : 반얀트리 초청인사 역
- 민효경 : 반얀트리 초청인사 역
- 박숙명 : 반얀트리 초청인사 역
- 유준아 : 반얀트리 초청인사 역
- 윤가령 : 반얀트리 초청인사 역
- 윤정희 : 반얀트리 초청인사 역
- 이미영 : 반얀트리 초청인사 역
- 인지선 : 반얀트리 초청인사 역
- 임유란 : 반얀트리 초청인사 역
- 장예진 : 반얀트리 초청인사 역
- 전은미 : 반얀트리 초청인사 역
- 한지은 : 반얀트리 초청인사 역
- 이정철 : 재개관전 초청인사 역
- 이수민 : 재개관전 초청인사 역
- 이종욱 : 재개관전 초청인사 역
- 박래정 : 재개관전 초청인사 역
- 한동완 : 재개관전 초청인사 역
- 한승현 : 재개관전 초청인사 역
- 엄태우 : 재개관전 초청인사 역
- 지은성 : 재개관전 초청인사 역
- 나석민 : 재개관전 초청인사 역
- 윤승환 : 재개관전 초청인사 역
- 김성아 : 재개관전 초청인사 역
- 곽나연 : 재개관전 초청인사 역
- 한희정 : 재개관전 초청인사 역
- 오현아 : 재개관전 초청인사 역
- 권가이 : 재개관전 초청인사 역
- 김정현 : 재개관전 초청인사 역
- 오수민 : 재개관전 초청인사 역
- 김윤 : 재개관전 초청인사 역
- 류민하 : 재개관전 초청인사 역
- 온세미 : 재개관전 초청인사 역
- 주보라 : 재개관전 초청인사 역
- 민이수 : 재개관전 초청인사 역
- 신하랑 : 재개관전 초청인사 역
- 김다정 : 재개관전 초청인사 역
- 김준희 : 무용수 역
- 최정윤 : 무용수 역
- 최영현 : 무용수 역
- 박아영 : 무용수 역
- 김미희 : 무용수 역
- 김태희 : 무용수 역
- 우혜주 : 무용수 역
- 정규연 : 무용수 역
- 김명선 : 무용수 역
- 정지윤 : 무용수 역
- 송바울 : 주방장 역
- 이소 : 스타일리스트 역
- 박지원 : 알트 DJ 역
- 주재임 : 떡집주인 역
- 김진호 : 붕어빵집주인 역
- 권혁성 : 세입자1 역
- 전승재 : 세입자2 역
- 김디나 : 세입자3 역
- 김원덕 : 마부 역
- 양설기 : 마부 역
- 황대웅 : 마장기수들 역
- 오준민 : 마장기수들 역
- 오동건 : 마장기수들 역
- 강주리 : 뉴스앵커 (목소리) 역
- 알반 레누아 : 젠틀맨 역
- 니달 엘 멜루 : 부자 아랍인 역
- 엘렌 들라호드 : 부자 여성 역
- 루드밀라 네스테로바 : 여자친구 역
- 로랑 르 두아이앙 : 경매인 역
- 앤 토비아스 : 갤러리 주인 역
- 로랑 클라렛 : 후원자 역
- 레나 마니앙 : 10대 소녀 역
- 김강우 : 백광현 역 (특별출연)